# Australaves
Australaves là một nhánh chim được xác nhận gần đây, bao gồm 3 bộ thuộc nhánh Eufalconimorphae (bộ Sẻ, bộ Vẹt và bộ Cắt) và bộ Cariamiformes (chim mào bắt rắn và các họ hàng đã tuyệt chủng). Nhánh này là nhóm chị em với nhánh Afroaves.

## Phân loại
Sơ đồ phát sinh chủng loại nhánh Australaves dưới đây dựa trên Kuhl et al. (2020) và Braun & Kimball (2021):

|                  | Falconiformes (cắt)                                                                    |
|                  |                                                                                        |
| Psittacopasserae | \| \| Psittaciformes (vẹt) \| \| \| \| \| \| Passeriformes (chim biết hót) \| \| \| \| |
|                  | \| \| Psittaciformes (vẹt) \| \| \| \| \| \| Passeriformes (chim biết hót) \| \| \| \| |
|                  | Psittaciformes (vẹt)                                                                   |
|                  |                                                                                        |
|                  | Passeriformes (chim biết hót)                                                          |
|                  |                                                                                        |

|  | Psittaciformes (vẹt)          |
|  |                               |
|  | Passeriformes (chim biết hót) |
|  |                               |

|                  | Falconiformes (cắt)                                                                    |
|                  |                                                                                        |
| Psittacopasserae | \| \| Psittaciformes (vẹt) \| \| \| \| \| \| Passeriformes (chim biết hót) \| \| \| \| |
|                  | \| \| Psittaciformes (vẹt) \| \| \| \| \| \| Passeriformes (chim biết hót) \| \| \| \| |
|                  | Psittaciformes (vẹt)                                                                   |
|                  |                                                                                        |
|                  | Passeriformes (chim biết hót)                                                          |
|                  |                                                                                        |

|  | Psittaciformes (vẹt)          |
|  |                               |
|  | Passeriformes (chim biết hót) |
|  |                               |